# 大阪府立思斉支援学校
大阪府立思斉支援学校（おおさかふりつ しせいしえんがっこう）は、大阪府大阪市旭区大宮五丁目にある特別支援学校。小学部・中学部・高等部を設置している。
日本初の知的障害のある児童・生徒を対象にした養護学校として、1940年に開校した。当初は小学校だったが、1952年に同一敷地に中学校を併設したのち、1957年に養護学校へと改編した。当初は大阪市立だったが、2016年より大阪府に移管された。
校名の「思斉」は、特殊教育（当時の名称）を実施する学校にふさわしい名称として、論語の里仁篇から選定された。

## 沿革
大阪市では大正時代から昭和時代初期にかけて、大阪府天王寺師範学校教諭・天王寺師範学校附属小学校訓導や大阪市視学を歴任した鈴木治太郎を中心に「学業不振児」（後の知的障害児の意）に関する研究がおこなわれた。1939年には大阪市が「大阪市に於ける学業不振児の調査」をまとめている。
研究成果を元にして、1940年に教育勅語発布50周年記念事業の一環として、知的障害児を対象とした学校・大阪市立思斉学校が設立されることになった。1940年6月29日付で東区（現・天王寺区）真田山公園内にあった大阪市立児童教育相談所に大阪市立思斉学校が併設され、同年9月2日付で開校した。当時の法令には障害児を対象とした学校の規定はなく、小学校に準じる課程を持つ各種学校として位置づけられた。
1941年には国民学校令が施行された。国民学校令施行規則では、特別養護の必要がある者を対象にした学級や学校を設置することも法令上認められた。このため従来の思斉学校は国民学校に改編されることになり、大阪市立思斉国民学校と称した。
1943年には旭区豊里町1758番地（当時の住所表示）の現在地へと移転している。現在地への移転前後から、学校側では校外学舎を設置しての集団教育を構想し、泉北郡南池田村（現在の和泉市）に光明寮を設置した。
折しも太平洋戦争の戦局悪化により、大阪市内の国民学校児童に対して学童疎開が指示された。このため1945年4月以降、光明寮への学童集団疎開を実施する形で教育活動をおこなった。光明寮は終戦後の1946年11月4日に閉鎖されている。
1947年の学制改革により、大阪市立思斉小学校に改編された。また1949年には思斉小学校内に、知的障害児を教育対象とする大阪市立大宮中学校分校が設置された。大宮中学校分校は1952年に大阪市立思斉中学校として独立した。
1957年には大阪市立思斉小学校・中学校を統合改編し、大阪市立思斉養護学校となった。養護学校発足当初は小学部・中学部を設置していたが、1964年には高等部も併設している。
学校教育法改定による特別支援教育制度の導入（2007年）により、大阪市立の障害児教育関連諸学校は2009年4月1日付で特別支援学校へと一斉に改称されることになった。これに伴い同日付で大阪市立思斉特別支援学校へと改称した。
大阪市立特別支援学校全校が大阪府に移管されることになったことに伴い、2016年4月1日付で大阪府立思斉支援学校へと改称した。

### 年表
- 1940年 - 大阪市立思斉学校として開校。
- 1942年2月 - 大阪市立思斉国民学校と改称。
- 1943年3月 - 現在地へ移転。
- 1945年4月 - 戦争の激化により、泉北郡南池田村（現在の和泉市）へ集団疎開。
- 1947年4月1日 - 学制改革により、大阪市立思斉小学校と改称。
- 1952年4月1日 - 大阪市立思斉中学校を併設。
- 1957年4月1日 - 小学校・中学校を統合、大阪市立思斉養護学校と改称。小学部・中学部を設置。
- 1964年4月1日 - 高等部を設置。
- 2009年4月1日 - 大阪市立思斉特別支援学校に改称。
- 2015年4月1日 - 大阪市立難波特別支援学校の移転および大阪市立東淀川特別支援学校の開校に伴い、通学区域を再編。
- 2016年4月1日 - 大阪府へ移管。大阪府立思斉支援学校に改称。
- 2024年4月1日 - 大阪府立出来島支援学校の開校に伴い通学区域を再編。

## 通学区域
- 都島区
- 旭区
- 城東区（寝屋川以北）
- 鶴見区（寝屋川以北）

## 交通
- 大阪シティバス 大宮小学校前バス停、今市バス停。
- Osaka Metro谷町線・今里筋線太子橋今市駅西へ約700m。
- Osaka Metro谷町線千林大宮駅北へ約800m。
- 京阪本線・千林駅北西へ約1.2km、または滝井駅北西へ約1km。